# Wang Ming-Dao

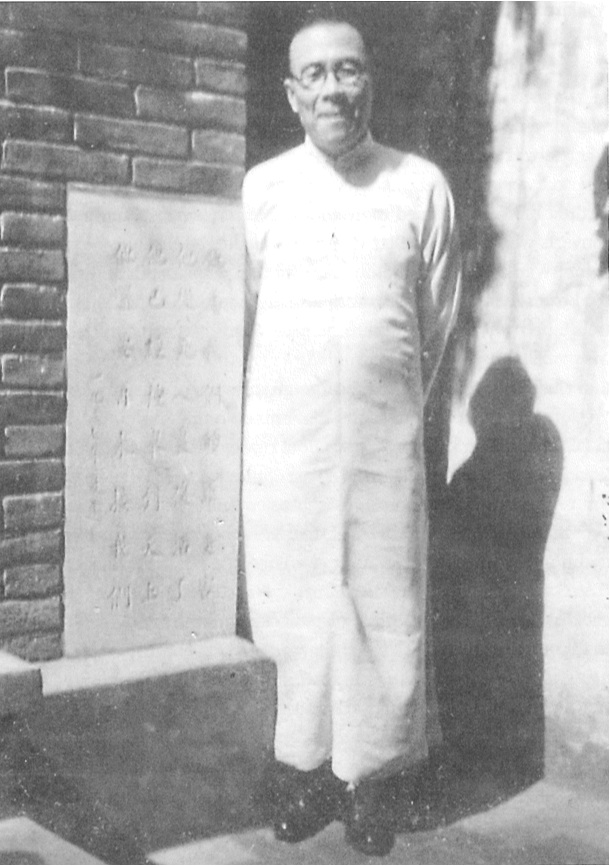
Wang Mingdao en el Tabernáculo cristiano en Pekín, c. 1950

Wang Mingdao (en chino: 王明 道, pinyin: Wàng Míngdào; Wade-Giles: Wang4 Ming2-Tao4) (25 de julio de 1900 - 28 de julio de 1991) fue un pastor protestante independiente y evangelista chino, encarcelado por su fe por parte del gobierno chino desde 1955 hasta 1980.

## Biografía

### Niñez y conversión
Wang nació en el barrio de legación extranjera de Pekín en 1900 mientras estaba bajo el asedio de los bóxers. Sus primeros años fue de la pobreza extrema y repetidas enfermedades, pero tenía una mente inquisitiva y le fue bien en la escuela Sociedad Misionera de Londres. Más tarde dijo que su pobreza había sido una especie de ventaja espiritual porque había muchos pecados que el dinero llega a cometer. Al principio Wang esperaba convertirse en un gran líder político, y él puso una imagen de Abraham Lincoln en su pared para recordarse a sí mismo de su objetivo.
Convertido al cristianismo a los catorce años, Wang llegó a creer que "todos los tipos de prácticas pecaminosas de la sociedad tienen sus contrapartes exactas en la iglesia." Decidió que la Iglesia "necesita una revolución" y que Dios le había confiado llevar a cabo la misión. En 1919, Wang se convirtió en maestro en una escuela de la misión presbiteriana en Baoding, un centenar de kilómetros al sur de la capital, pero fue destituido en 1920 cuando insistió en ser bautizado por inmersión. Su madre y su hermana pensaban que su comportamiento tan peculiar era de enfermos mentales, y el propio Wang admitió más tarde que la "persecución" que había recibido de los demás, era en parte, el resultado de su propia inmadurez.

### Pastor
En 1923, después de una buena cantidad de estudio personal de la Biblia, pero ninguna formación teológica formal, Wang se dirigió hacia una comprensión más madura de la doctrina protestante de la justificación por la fe. En febrero de 1925, comenzó a celebrar reuniones religiosas en su casa de Pekín, las reuniones se eventuaron en la fundación del Tabernáculo Cristiano, una iglesia que en 1937 tenía su propio edificio y varios cientos distribuidos, y que fue una de las mayores iglesias evangélicas en China durante la década de 1940. Wang también tuvo un ministerio itinerante por toda China, visitando veinticuatro de las veintiocho provincias y tomando el púlpito de las iglesias de treinta denominaciones diferentes. Wang a menudo estuvo ausente de su propia iglesia durante seis meses del año. En 1926, Wang comenzó a publicar un periódico religioso, Spiritual Food Quarterly.